# Vojna taktika
Vojna taktika  ili vojna strategija skup je ideja, koje provode vojne organizacije za postizanje željenih strateških ciljeva. Izveden od grčke riječi strategos, izraz strategija, kada se pojavio u upotrebi tijekom 18. stoljeća, smatran je u užem smislu kao "umjetnost općeg", ili "umijeće uređenja" trupa. Vojna strategija bavi se planiranjem i vođenjem kampanja, kretanjem i rasporedom snaga te zavaravanjem neprijatelja.
Otac zapadnih modernih strateških studija, Carl von Clausewitz (1780. – 1831.), definirao je vojnu strategiju kao "upotrebu bitaka za okončanje rata." Definicija B. H. Liddella Harta manje je naglašavala bitke, definirajući strategiju kao "umijeće raspodjele i primjene vojnih sredstava za postizanje ciljeva politike". Stoga su i jedni i drugi dali prednost političkim ciljevima nad vojnim. Sun Cu (544. – 496. pr. Kr.) često se smatra ocem istočnjačke vojne strategije i uvelike je utjecao na kinesku, japansku, korejsku i vijetnamsku povijesnu i modernu ratnu taktiku. Umijeće ratovanja Sun Tzua postalo je popularno i našlo praktičnu primjenu i u zapadnom društvu te i dalje utječe na mnoga konkurentska nastojanja u Aziji, Europi i Americi, uključujući kulturu, politiku  i poslovanje, kao i moderno ratovanje. Istočna vojna strategija razlikuje se od zapadne po tome što se više usredotočuje na asimetrično ratovanje i obmanu. 
Čanakjeva Arthašastra također je važan strateški i politički kompendij u indijskoj i azijskoj povijesti. Strategija se razlikuje od taktike po tome što se strategija odnosi na korištenje svih vojnih sposobnosti nacije kroz visoku razinu i dugoročno planiranje, razvoj i nabavu kako bi se zajamčila sigurnost ili pobjeda. Taktika je umjetnost organiziranja snaga na bojnom polju ili blizu njega kako bi se osigurali ciljevi kao dio šire vojne strategije.

## Vanjske poveznice
- Napoleon's tactics and strategy
- Small Unit Actions during German Campaign in Russia